# Crazy (EP 4Minute)
Crazy è il sesto EP del gruppo musicale sudcoreano 4Minute, pubblicato nel 2015 dall'etichetta discografica Cube Entertainment insieme a Universal Music Group.

## Il disco
Il 26 gennaio viene pubblicato il primo singolo Cold Rain, preceduto da vari teaser.
Il 29 gennaio vengono pubblicati online vari teaser che mostrano il nome dell'EP e il secondo singolo, Crazy.
Il 9 febbraio quest'ultimo viene pubblicato preceduto una settimana prima da un teaser per ogni canzone dell'EP.

## Tracce
1. Crazy – 3:10 (testo: HyunA, Im Sak Hyung, Song Young Jin, Daniel Cesar, Ludgin Wendell – musica: Brave Brothers)
2. Cut It Out – 3:21 (testo: Brave Brothers, Elephant Kingdom, Lee Jeong Min – musica: Brave Brothers, Elephant Kingdom, Lee Jeong Min)
3. Tickle Tickle Tickle – 3:05 (testo: SoHyun, Esna, Seo Jae Woo – musica: Esna, Seo Jae Woo)
4. Stand Out – 3:39 (testo: Kim Hyuna, Kwon Sohyun, Seo Jae Woo, Ferdy – musica: Kwon Sohyun, Kim Hyuna, Seo Jae Woo, Ferdy)
5. SHOW ME – 3:09 (testo: Kwon Sohyun, Kim Hyuna, Seo Jae Woo, Ferdy)
6. Cold Rain – 3:39 (testo: Kim Hyuna, Know Sohyun, Seo Jae Woo, Ferdy)

## Formazione
- Ji-hyun – voce
- Ga-yoon – voce
- Ji-yoon – voce
- HyunA – rapper
- So-hyun – voce